# Sharpitor

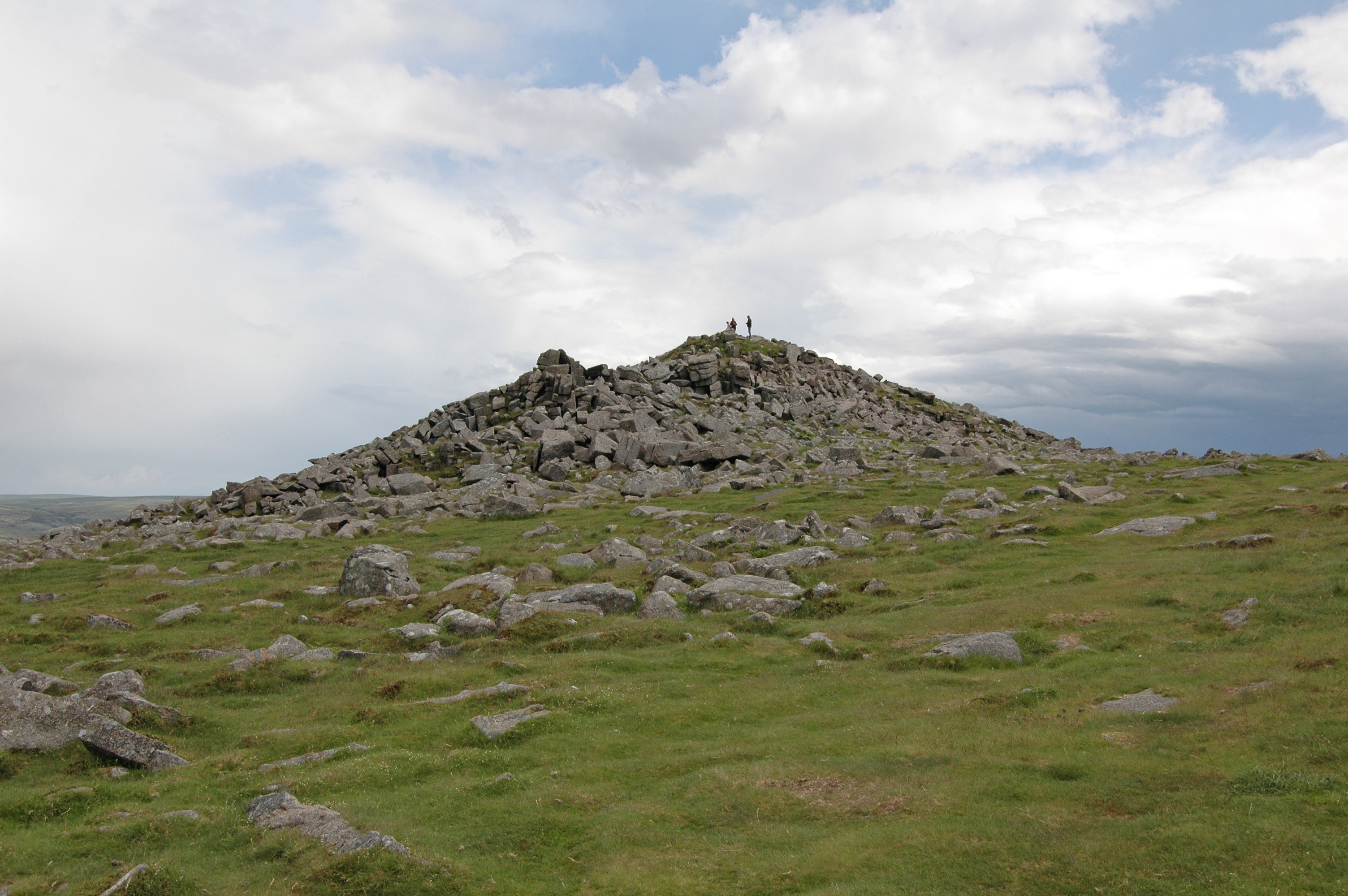
Sharpitor

Le Sharpitor est un piton granitique près de Walkhampton dans le parc naturel du Dartmoor, Devon, Angleterre. Sur les pentes douces situées au nord du sommet, des alignements mégalithiques sont visibles, tandis que sur les pentes nord-est, à environ 250 mètres du sommet, des cercles de pierre d'un diamètre compris entre 2 et 8 mètres révèlent la présence de onze huttes datant de l'âge du bronze.
Le lieu a été également utilisé par la Royal Air Force (RAF) pour y édifier en 1942 une station de communication, dans le cadre du système GEE permettant aux équipes de la RAF d'être guidé dans leurs vols, en pilotage de nuit. La suppression de cette station et la restauration du site ont fait l'objet de débats dans les années 1960, et ont été effectuées,,.